# Craig Davies
Craig Martin Davies (ur. 9 stycznia 1986 w Burton upon Trent) – walijski piłkarz występujący na pozycji napastnika. Zawodnik klubu Wigan.

## Kariera klubowa
Davies zawodową karierę rozpoczynał w 2004 roku w angielskim zespole Oxford United z League Two. W jego barwach zadebiutował 30 sierpnia 2004 roku w wygranym 1:0 pojedynku z Notts County. W Oksfordzie spędził 1,5 roku. Na początku 2006 roku trafił do włoskiego Hellasu Werona z Serie B. Jedyne spotkanie w jego barwach rozegrał 7 lutego 2006 roku przeciwko Brescii (2:3).
W połowie 2006 roku Davies został wypożyczony z Hellasu do Wolverhamptonu, grającego w Championship. Pierwszy ligowy mecz zaliczył tam 5 sierpnia 2006 roku przeciwko Plymouth Argyle (1:1). W Wolverhamptonie spędził cały sezon 2006/2007.
W 2007 roku podpisał kontrakt z zespołem Oldham Athletic z League One. Zadebiutował tam 11 sierpnia 2007 roku w wygranym 2:1 pojedynku ze Swansea City, w którym strzelił także gola. Od listopada 2008 roku do stycznia 2009 roku grał na wypożyczeniu w Stockport County, także występującym w League One.
W lutym 2009 roku Davies przeszedł do ekipy Brighton & Hove Albion, również grającej w League One. W sezonie 2009/2010 był z niej wypożyczony do Yeovil Town (League One) oraz do Port Vale (League Two).
W połowie 2010 roku Davies został graczem klubu Chesterfield z League Two. Pierwszy ligowy mecz zaliczył tam 7 sierpnia 2010 roku przeciwko Barnet.
1 lipca 2011 roku podpisał kontrakt z Barnsley.

## Kariera reprezentacyjna
Davies jest byłym reprezentantem U-17, U-19 oraz U-21. W pierwszej reprezentacji Walii zadebiutował 17 sierpnia 2005 roku w zremisowanym 0:0 towarzyskim meczu ze Słowenią.